# Wjatscheslaw Genijewitsch Rumynin
Wjatscheslaw Genijewitsch Rumynin (russisch Вячеслав Гениевич Румынин; * 16. November 1951) ist ein russischer Geologe und Hochschullehrer.

## Leben
Rumynin studierte am Leningrader Bergbau-Institut mit Abschluss 1975.
Rumynin arbeitete nach dem Studium 1975–1978 als Hydrogeologe im Leningrader Institut Giproruda für die Projektierung von Bergbau-Unternehmen. Darauf wurde er zunächst als Aspirant wissenschaftlicher Mitarbeiter des Leningrader Bergbau-Instituts. 1981 verteidigte er seine Kandidat-Dissertation über den Massentransport in zerklüfteten und porösen Gesteinen im Zusammenhang mit dem Schutz des Grundwassers in den Bergbaugebieten der Kursker Magnetanomalie. 1988 verteidigte er seine Doktor-Dissertation über Theorie und Praxis der Massentransportforschung bei der Untersuchung der technikbedingten Verschmutzung des  Grundwassers in Bergbaugebieten.
Rumynins Forschungsschwerpunkt wurde die Entwicklung physikalisch-mathematischer und hydrogeochemischer Modelle zur quantitativen Modellierung der Geofiltration und Grundwassermigration. Mit seinen Ergebnissen lieferte er wichtige Beiträge zum Stoff- und Wärmeaustausch in der Hydrosphäre. Er analysierte die Prozesse der Grundwasserverschmutzung im Gebiet der Kursker Magnetanomalie, auf der Halbinsel Kola, im Westuralvorland, in Ostsibirien und in der Ukraine sowie analoge Erdölprobleme in Tatarstan.
Für seine Forschungsprojekte erhielt Rumynin Gelder vom Russischen Fonds für Grundlagenforschung, vom International Science and Technology Center (ISTC) und vom Schweizerischen Nationalfonds. Er erhielt individuelle Förderungen vom Fulbright-Programm und von der Civilian Research and Development Foundation (CRDF). Er war Gastwissenschaftler der University of Minnesota (1992) und des Lawrence Berkeley National Laboratory (1994, 1997–1998). Er war Umweltexperte beim Kernkraftwerk Buschehr im Iran.
In dem 1996 in Moskau gegründeten und nach Jewgeni Michailowitsch Sergejew benannten Institut für Geoökologie  (IGE) der Russischen Akademie der Wissenschaften (RAN) wurde Rumynin Vizedirektor. Als der Gründungsdirektor Waleri Alexandrowitsch Mironenko der Leningrader Abteilung des IGE 2000 starb, wurde Rumynin sein Nachfolger und auch Direktor des Interfakultätsforschungszentrums für Hydrogeoökologie der Universität St. Petersburg, an der er Professor des Lehrstuhls für Hydrogeologie geworden war. 2003 wurde er zum Korrespondierenden Mitglied der RAN gewählt. 2004 erhielt er den Sawarenski-Preis der RAN zusammen mit Waleri Alexandrowitsch Mironenko für die Monografie über Probleme der Hydrogeoökologie.